# Russisch referendum van 25 april 1993
Bij het Russisch referendum van 25 april 1993 stond het overheidsbeleid centraal. Aan de kiezers werden vragen gesteld over het vertrouwen in president Boris Jeltsin, steun voor het sociaal-economische beleid van de regering en vervroegde verkiezingen voor zowel het presidentschap als het parlement.

## Aanloop
Na zijn verkiezing tot president en het uiteenvallen van de Sovjet-Unie had Jeltsin voor zijn economisch programma de vrije hand gekregen van het parlement tot eind 1992. Toen deze termijn tegen het einde liep wilde het parlement weer participeren in en debatteren over de nieuwe plannen van de regering en stemmen. Jeltsin had hier weinig vertrouwen in, hij verwachtte dat zijn hervormingsplannen geblokkeerd zouden worden. Hij maakte een afspraak over een referendum in april 1993 in ruil voor extra bevoegdheden voor het parlement, maar ook de vrijheid van zijn handelen tot de uitslag van het referendum bekend zou zijn.

## Vier vragen
Aan de bevolking werd vier vragen gesteld:
1. Vertrouwt u de president van de Russische Federatie Boris Jeltsin?
2. Keurt u het gevoerde sociaal-economische beleid goed dat sinds 1992 door de president van de Russische Federatie en de regering van de Russische Federatie wordt gevoerd?
3. Acht u het noodzakelijk vervroegde verkiezingen te houden voor de president van de Russische Federatie ?
4. Vindt u het nodig vervroegde verkiezingen te houden voor het parlement van de Russische Federatie?

## Regels voor de uitslag
Het Constitutionele Hof van de Russische Federatie heeft besloten dat op de eerste twee vragen een meerderheid van het aantal daadwerkelijke kiezers nodig is om rechtsgeldig te zijn. Voor de derde en vierde vraag, met betrekking tot vervroegde verkiezingen, lag de eis hoger. Hier was een meerderheid van alle stemgerechtigden noodzakelijk.
In de aanloop van het referendum werd de reclamecampagne met de slogan 'Ja-Ja-Nee-Ja' zeer bekend. Dit was het stemadvies van Jeltsin en zijn aanhangers.

## Stemresultaten
Op de dag van het referendum waren er 107,3 miljoen stemgerechtigden. Hiervan hebben er bijna 69 miljoen gestemd ofwel de opkomst was iets meer dan 64%.
Bijna 60% van de stemmers gaf aan vertrouwen te hebben in Jeltsin en een krappe meerderheid van 54% keurde het sociaal-economische beleid goed.
Van de opgekomen kiezers vond 51% niet dat Jeltsin vervroegde presidentsverkiezingen (vraag 3) moest uitschrijven, terwijl 69% "ja" antwoordde op vervroegde parlementsverkiezingen (vraag 4). In beide gevallen werd de gekwalificeerde meerderheid niet gehaald.
| Stem            | Vraag 1 (stemmen) | Vraag 1 (in %) | Vraag 2 (stemmen) | Vraag 2 (in %) | Vraag 3 (stemmen) | Vraag 3 (in %) | Vraag 4 (stemmen) | Vraag 4 (in %) |
| --------------- | ----------------- | -------------- | ----------------- | -------------- | ----------------- | -------------- | ----------------- | -------------- |
| Voor            | 40.405.811        | 59,9%          | 36.476.202        | 54,3%          | 32.418.972        | 48,8%          | 46.232.197        | 69,1%          |
| Tegen           | 26.995.268        | 40,1%          | 30.640.781        | 45,7%          | 34.027.310        | 51,2%          | 20.712.605        | 30,9%          |
| Blanco/ongeldig | 1.468.868         |                | 1.642.883         |                | 2.316.247         |                | 1.887.258         |                |
| Totaal          | 68.869.947        | 100,0%         | 68.759.866        | 100,0%         | 68.762.529        | 100,0%         | 68.832.060        | 100,0%         |

## Nasleep
De uitslag was een positief signaal voor Jeltsin, hij kreeg het vertrouwen van het volk en ook kon hij doorgaan met de ingeslagen weg van de privatisering van staatseigendommen. De resultaten waren niet sterk genoeg om de impasse tussen regering en parlement te doorbreken en ook niet voldoende om de constitutionele crisis te beëindigen. Dit leidde uiteindelijk tot decreet 1400 van 21 september 1993. Hiermee ontbond Jeltsin het parlement en schrapte de grondwet. Het parlement ging hier niet mee akkoord en ging in verzet. Dit resulteerde in grof fysiek geweld met een artilleriebeschieting van het Witte Huis op 3 en 4 oktober 1993 als dieptepunt. Kort daarna drukte Jeltsin zijn nieuwe grondwet door met uitgebreide bevoegdheden voor de president en een nieuwe parlement bestaande uit een Staatsdoema en een Federatieraad.